# Barbus labiosa
Barbus labiosa es una especie de peces de la familia Cyprinidae, orden Cypriniformes. Son peces dulceacuícolas endémicos del noroeste marroquí, en las cuencas atlánticas.
Como otras especies de barbos marroquíes, su situación taxonómica es discutida, pudiendo formar parte del género Luciobarbus o incluso ser un sinónimo de Barbus callensis.